# ミル・バシル・カスモフ
ミル・バシル・ファッタフ・オグルィ・カスモフ（ガスモフ）（ロシア語: Мир Башир Фаттах оглы Касумов、現代アゼルバイジャン語: Mirbəşir Fəttah oğlu Qasımov、1879年 - 1949年4月23日）は、アゼルバイジャン人の革命家・政治家。

## 生涯
1879年にイラン、アーザルバーイジャーンのダーシュ・ボラーグ (en) の貧しい農家に生まれ、1898年から革命運動に関わる。1905年からバラハヌィの工場で働き、同年にボリシェヴィキ党員となった。ロシア第一革命の際もバクーでボリシェヴィキの戦闘隊員として活動。1917年から翌1918年にかけてもバクー郡 (ru) とレンコラニ郡 (az) で党組織を主導した。1918年にアゼルバイジャン民主共和国が成立していた間は地下に潜伏し、アゼルバイジャン共産党第1回大会にて1920年2月12日に党中央委員に選出されている。その後、同年4月の赤軍のアゼルバイジャン侵攻に際してボリシェヴィキ蜂起の指導者の一人となり、4月29日から5月までアゼルバイジャン革命委員を務めた。
翌1921年5月から1924年にかけてアゼルバイジャン社会主義ソビエト共和国中央執行委員会副議長を務め、1926年春にバクーで開かれたフョードル・フンチコフに対する裁判では裁判官を務めている。その後1931年から1935年まで再度中央執行委副議長を、1935年から1937年6月まで社会保障人民委員を務めた。同月から翌1938年7月18日まで中央執行委議長を代行し、ソビエト連邦最高会議の第1期・第2期代議員にもなった。1938年から1949年4月23日にバクーで死去するまで、アゼルバイジャン共和国最高会議 (ru) 幹部会議長および副議長を務めた。
アゼルバイジャンの都市「タルタル」は、1949年から1991年まで、カスモフを記念して「ミル・バシル」«Мир-Башир» と呼ばれていた。